# Eidsbugarden
Eidsbugarden ist eine kleine norwegische Ortschaft, die am westlichen Ende des Bygdin-Sees südöstlich des Jotunheimen-Nationalparks liegt.
In Eidsbugarden gibt es rund 160 private Hütten, die DNT-Hütte Fondsbu und das 1909 erbaute und 2006 wiedereröffnete gleichnamige Berghotel (Høyfjellshotell Eidsbugarden).
Von hier aus gehen zahlreiche Wanderwege in nördliche Richtungen nach Jotunheimen. Diese führen u. a. zu den Wanderhütten Skogadalsbøen, Olavsbu, Gjendebu, Torfinnsbu und Yksendalsbu.
Der Ort lässt sich per Auto über den Riksvei 252 von Tyinkrysset aus erreichen, oder im Sommer mit der M/B Bitihorn vom Ort Bygdin aus, der am Ostende des Sees liegt. Im Winter fahren stattdessen Schneescooter über den See.
Der Dichter Aasmund Olavsson Vinje hatte in Eidsbugarden eine kleine Hütte (Vinjestua), die auch heute noch steht.
1959 wurde ihm unweit davon ein Denkmal gesetzt, eine 1,5 m hohe Granitbüste.
Jedes Jahr am ersten Augustwochenende findet in Eidsbugarden das Musikfestival Vinjerock statt.